# الژبیتا ژایونتسوونا
الژبیتا ژایونتسوونا (لهستانی: Elżbieta Zającówna؛ زادهٔ ۱۴ ژوئیه ۱۹۵۸) بازیگر اهل لهستان است.
از فیلم‌ها یا مجموعه‌های تلویزیونی که وی در آن‌ها نقش داشته است، می‌توان به وابانک، حوزه استحفاظی ۱۳، قسمت دوم، او-بی، او-با: پایان تمدن و سکسمیشن اشاره نمود.